# Faust-szimfónia

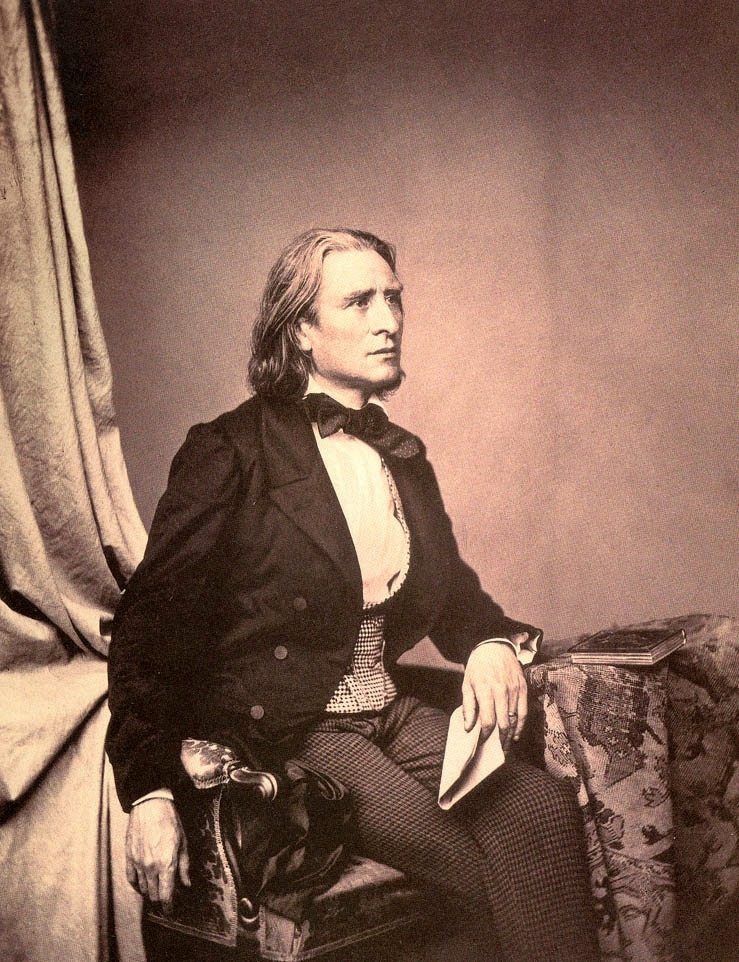
Liszt Ferenc 1858-ban

A Faust-szimfónia (német címe Eine Faust-Symphonie in drei Charakterbildern [nach Goethe]) Liszt Ferenc 1854-ben komponált műve (S.108), amely Johann Wolfgang von Goethe Faustja nyomán keletkezett. Bemutatója 1857-ben volt Weimarban, Liszt vezényletével.

## A mű születése
Faust témájára Liszt először 1830-ban, Berlioznál figyelt fel, akit komolyan foglalkoztatott egy Fausttal kapcsolatos mű megírásának a gondolata. Ezzel a gondolattal Liszt is évekig foglalkozott, de a kérdéskör filozófiai mélységével csak később, megfelelő érettség birtokában tudott megbirkózni. Az első vázlatokat az 1840-es évek közepe felé készítette, de a darab megkomponálásához csak 1854-ben látott neki, amikor weimari udvari karnagy lett. A művel mindössze két hónap alatt készült el.
Goethe művének hatása Lisztre rendkívül furcsa, mert Liszt nem szerette, mi több, ki nem állhatta Goethét, Victor Hugo és George Byron volt a kedvence. „Minden Goethével kapcsolatos tárgy veszedelmes számomra” – írta egy Wittgenstein hercegnének szóló levelében, 1854-ben. Ki is akarta kerülni a Goethére való hivatkozást, és először Faust témájú operát akart írni, amely szövegének megírására id. Alexandre Dumas-ra, majd Gérard de Nervalra gondolt. Egyéb „Faustos” művei (Éjszakai menet, Tánc a falusi kocsmában, vagyis a Mefisztó-keringő) sem Goethére alapozódtak, hanem Lenau műveire. Írt ugyan néhány Goethe-dalt, de ezek nem kifejezetten sikerült darabok. Végül a Faust-szimfónia lett Liszt egyetlen olyan műve, amely (alcímében) Goethére utal.
A darabot 1857. szeptember 5-én mutatták be a weimari udvari színházban Liszt Ferenc vezényletével – a Goethe–Schiller-szobor avatása alkalmából, Az ideálok című szimfonikus költeménnyel egy hangversenyen. A darab visszafogott fogadtatásban részesült. Az ősbemutatót követően még Hans von Bülow is elvezényelte 1861-ben, de ezután – néhány szórványos előadástól eltekintve – mintegy ötven évig elfeledkeztek róla. A néhány magyarországi előadástól eltekintve Felix Weingartner volt a darab első, modern interpretálója. Első megjelenése 1861-ben volt a Schuberth kiadónál, ajánlása Berlioznak szólt. A szimfóniából készült egy kétzongorás átdolgozás is (S.647).

## A zene
A Faust-szimfónia háromtételes zenemű, és ahogy a darab alcíme – Három jellemkép Goethe nyomán – is mutatja, a három tétel a Faust témakör három főszereplőjének (Faust, Margit, Mefisztó), illetve jellemüknek zenei ábrázolása. Liszt nem elmeséli a Goethe-művet, hanem zenei portrét ír a három főszereplőről. Az ő programzenei műveiben a külső témaindíték mindig is csak egy kisegítő, gondolatébresztő eszköz, nem követi pontosan a forrásként jelölt mű történéseit. Így van ez a Faust-szimfóniával is. Liszt zenéje nem eseményeket, sokkal inkább hangulatokat, jellemeket ábrázol és ütköztet – színtisztán zenei eszközökkel. Ráadásul ezek a zenei karakterképek teljesen szubjektívek, Liszt elképzeléseit fejezik ki, a két szélső tétel akár önarcképnek is tekinthető. Liszt Faustja más, mint Goethéé: hősiesebb, erőteljesebb, határozottabb, mintha Byron Manfrédjának vonásai is felismerhetőek lennének benne, mintha Prométheusz alakja is belevegyülne. Ez tudatos volt, egy levelében „polgári”-nak, kisstílűnek, tétovázónak nevezte Goethe hősét, míg a sajátját büszkének és erősnek.
Első tétel: Faust (Lento assai – Allegro impetuoso)

Faust első témája:

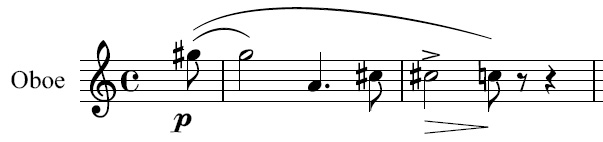
Faust második témája

Nagyszabású tétel, általában 26 perc körüli időtartamban játsszák. szonátaformájú, amelynek már az első, csellókon és brácsákon megszólaló, Faust „varázslói” jellemét megrajzoló dallamában Liszt kihasználja a teljes tizenkétfokú hangrendszert (ha nem is a 20. századi formában, de ne feledjük: a 19. század közepén vagyunk, a tizenkétfokú szerkesztési elvet csak mintegy ötven év múlva kezdik használni), így határozott tonalitást alig lehet felfedezni benne. A második Faust-motívum oboán, majd hegedűn szólal meg, de a szenvedélyes Faustot jelképező tulajdonképpeni főtéma csak később következik, és hegedűkön szólal meg. Ez a dallam fordul elő a továbbiakban a legtöbbször – természetesen rendre módosított formában. A tétel zárótémája egy fokozatosan kibontakozó, harsány dallamvonulat.
Második tétel: Margit (Andanto soave)

Margit témája:

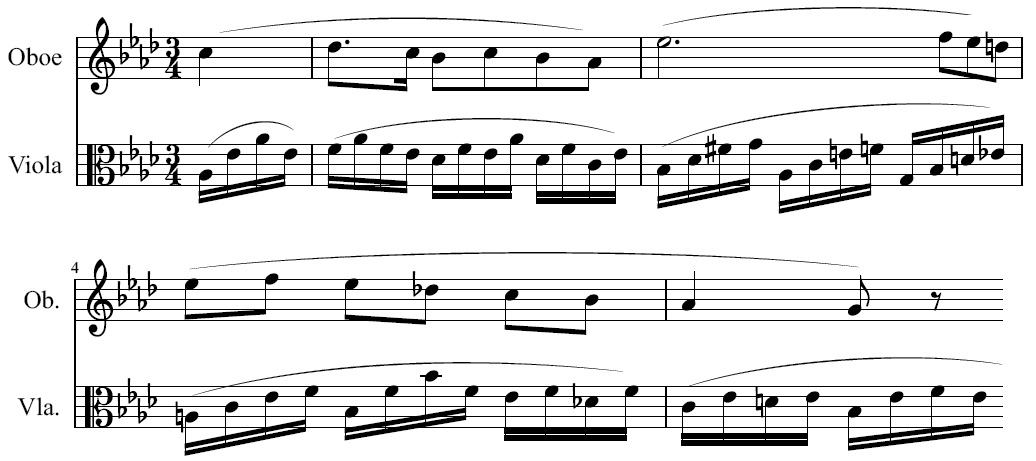
Margit témája

Margit (a németben Gretchen) tétele a tiszta, „megváltó hatalmú”, szilárd pontot jelentő nőideál zenei arcképe. A tétel egyszerű dalformájú, finom és egyértelműen tonális dallamvilágú, érzékletesen, áttetszően hangszerelt anyag. Ezt a dallamot Mefisztó sem tudja eltorzítani, még a Mefisztó-tételben is változatlanul halljuk viszont. Faust témája a tétel közepén és a végén jelenik meg. Körülbelül 18 perc hosszúságú tétel.
Harmadik tétel: Mefisztó (Allegro vivace, ironico)

Mefisztó témája:

Szintén hosszú, 24–25 perces tétel. A gonosz, a démonikus Mefisztó (eredetileg Mephistopheles) ábrázolása a szimfónia egyik nagy újítása: Liszt úgy mutatja be a tagadás, a rombolás megtestesítőjét, hogy a Faust-tétel témáit eltorzítja, átalakítja groteszk, ironikus játékokká (talán az álmodozó Faust és a gonosz démon egyazon alak természetének két szélsőséges oldala?). Bartók szerint a zene történetében „Liszt fejezett ki először zenével iróniát”. Az idézetszerű, módosított Faust-témákon kívül a tételnek egyetlen önálló témája van, az is inkább egy erőteljes ritmikus-akkordikus jellegű képlet. A tétel végén megjelenik a Mefisztót legyőző Margit, és az ő témája vezet át az epilógushoz. Faust elbukik ugyan, de megmenekül, megdicsőül, és ezt fejezi ki végül a tenor és a férfikar által énekelt szöveg, Goethe drámai költeményének sorai.

## Hangszerelés
A Faust-szimfónia első változatának zenekari apparátusa még meglehetősen visszafogott volt: vonóskart, fafúvósokat és kürtöket alkalmazott. Liszt azonban szinte folyamatosan módosítgatta művét, így a bemutatón már nagyzenekari változatban és a tenorszólós férfikari fináléval (Chorus Mysticus) kiegészítve hangzott el. Ezt a részt a bemutató előtt írta és illesztette a darabhoz, majd 1880-ban még tíz új ütemet toldott a Margit-tételbe. Mindezek eredményeként a mű tömörebb, zeneileg kifejezőbb lett, ugyanakkor azonban a változtatások mégsem egyértelműen pozitív hatásúak, Wagner például kifejezetten sajnálta a kórusos kiegészítést.
A véglegesnek tekintett nagyzenekari változat hangszerbeosztása alaposan kibővült az alaphoz képest: piccolo, két fuvola, két oboa, két klarinét, két fagott, négy kürt, három trombita, három harsona (két tenor, egy basszus), tuba, üstdob, cintányérok, triangulum, orgona, hárfa, és természetesen a vonósok. A szimfónia teljes előadása általában 68 percnyi időt vesz igénybe.
Liszt műve ugyan jellegzetesen magán viseli a kor romantikus hatásait, ugyanakkor modern harmóniái, a tizenkétfokúság korai alkalmazása, hangszerelése, szigorú kompozíciós szerkezete révén szerzője legkiemelkedőbb alkotásai közé tartozik, a h-moll szonátával állítható párhuzamba. Bartók Béla szerint is a Faust-szimfónia – a h-moll szonátával együtt – „a 19. század legkimagaslóbb zenei alkotásai közé tartozik”. Hamburger Klára megállapítja, hogy a Faust-szimfónia „egyik reprezentatív képviselője annak a nagy fontosságú, sokakra ható formálási elvnek, amely a több, ez esetben háromtételes művet egyetlen nagyobb, szervesen összefüggő, dramaturgiailag is megtervezett ciklikus egységbe ötvözi.”